# ورقة 20 يورو
الورقة النقدية ذات فئة 20 يورو (20 يورو) هي الثالثة في الاتحاد الأوروبي من حيثُ الترتيب التصاعدي للقيمة النقدية.وقد أستخدمت منذُ إدخال اليورو في شكله النقدي في عام 2002 حيثُ تستخدم في 23 دولة تُعتبر عملتها الوحيدة من بينها 22 بلد اعتمدته رسميا. في يونيو 2020، كان هناك ما يقرب من 42.860.000.000 ورقة نقدية من فئة عشرين يورو متداولة في جميع أنحاء منطقة اليورو. وهي ثاني أكثر الفئات انتشارًا، حيث تمثل 17.1٪ من إجمالي الأوراق النقدية. تشير التقديرات إلى أن متوسط عمر الأوراق النقدية من فئة عشرين يورو يبلغ حوالي عامين قبل أن يتم استبدالها بسبب التآكل.
وهي ثالث أصغر ورقة نقدية بقياس 133 × 72 مم مع نظام اللون الأزرق. تصور الأوراق النقدية من فئة العشرين يورو الجسور والأقواس/المداخل في العمارة القوطية (بين القرنين الثالث عشر والرابع عشر الميلاديين). تمتلك الورقة النقدية ذات فئة 20 يورو العديد من خصائص الأمن مثل علامة مائية من الحبر فوق البنفسجي على الصورة العاكسة الثلاثية الأبعاد الصغيرة أو متناهية الصغر التي تثبت شرعيتها.
تم الكشف عن التصميم الكامل للأوراق النقدية فئة 20 يورو من سلسلة يوروبا في 24 فبراير 2015 وتم إطلاقها في 25 نوفمبر 2015.

## تاريخ
تأسس اليورو في 1 يناير 1999، وأصبح عملة أكثر من 300 مليون شخص في أوروبا. وخلال السنوات الثلاث الأولى من وجوده كانَ عملة غير مرئية، ويستخدم فقط في المحاسبة، لم يقدم النقد باليورو حتَّى 1 يناير 2002، عندما حلت محل الأوراق النقدية والعملات المعدنيّة الوطنيَّة للبلدان في منطقة اليورو، مثل الجنيه الأيرلندي والشلن النمساوي والفرنك البلجيكي والدراخما اليونانية.
انضمت سلوفينيا إلى منطقة اليورو في 2007، قبرص ومالطا في 2008، سلوفاكيا في 2009، إستونيا في 2011، لاتفيا في 2014، وليتوانيا في 2015.

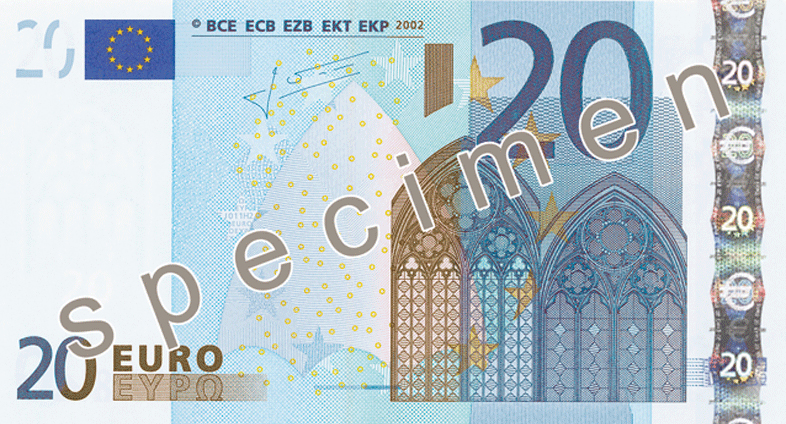
20 يورو (إصدار 2002) الوجه.

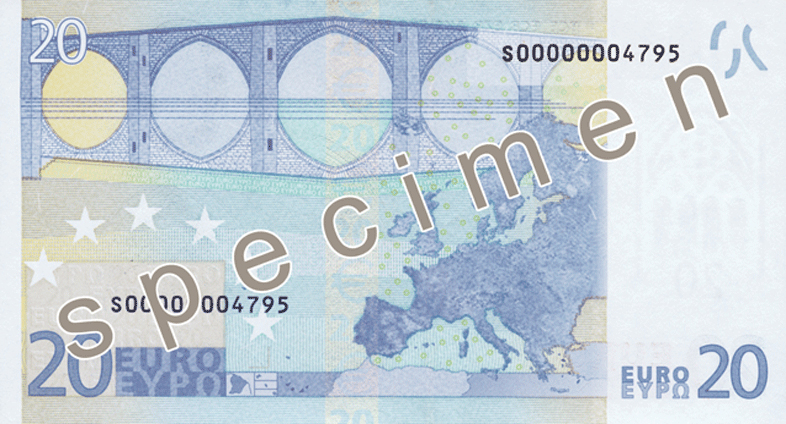
20 يورو (إصدار 2002) العكس.

### فترة التغيير
استمرت فترة التغيير التي بدلت فيها العملات الورقية والمعدنية مقابل اليورو لمدَّة شهرين تقريبًا، من 1 يناير 2002 حتَّى 28 فبراير 2002، ويَختلف التاريخ الرسميّ الذي توقفت فيهِ العملات الوطنيَّة من دولة لأخرى. وكان أقرب تاريخ في ألمانيا، حيثُ توقفت عملتها رسميًا في 31 ديسمبر 2001، على الرغم من أنَ فترة التبادل استمرت لمدَّة شهرين آخرين. حتَّى بعدَ أنَ توقفت العملات القديمة، أستمر قبولها من قبل البنوك المركزيَّة الوطنيَّة لفترات تتراوح إلى عشر سنوات، وبعض الدول إلى الأبد.

### التغييرات
تحمل الملاحظات المطبوعة قبل تشرين الثاني (نوفمبر) 2003 توقيع الرئيس الأول للبنك المركزي الأوروبي، ويم دويسنبرغ، الذي حل محله جان كلود تريشيه في 1 تشرين الثاني (نوفمبر) 2003، ويظهر توقيعه على القضايا من تشرين الثاني (نوفمبر) 2003 إلى آذار (مارس) 2012. تحمل الأوراق النقدية الصادرة بعد مارس 2012 توقيع الرئيس الثالث للبنك المركزي الأوروبي، ماريو دراجي.
حتى الآن، كانت هناك سلسلة واحدة كاملة من أوراق اليورو؛ ومع ذلك، يتم إصدار سلسلة جديدة مماثلة للسلسلة الحالية. سيعلن البنك المركزي الأوروبي، في الوقت المناسب، عندما تفقد الأوراق النقدية من السلسلة الأولى حالة العطاء القانوني.
اعتبارًا من يونيو 2012، لا تعكس المشكلات الحالية توسع الاتحاد الأوروبي إلى 27 دولة عضو حيث لم يتم تصوير قبرص في الملاحظات الحالية لأن الخريطة لا تمتد إلى الشرق بما يكفي ومالطا مفقودة أيضًا لأنها لا تلبي السلسلة الحالية الحد الأدنى لحجم التصوير. نظرًا لأن البنك المركزي الأوروبي يخطط لإعادة تصميم الأوراق النقدية كل سبع أو ثماني سنوات بعد كل إصدار، فإن سلسلة ثانية من الأوراق النقدية قيد الإعداد بالفعل. سيتم استخدام تقنيات جديدة للإنتاج ومكافحة التزييف في الملاحظات الجديدة، ولكن التصميم سيكون بنفس الموضوع والألوان المتطابقة مع السلسلة الحالية؛ الجسور والأقواس. ومع ذلك، لا يزال من الممكن التعرف عليهم كسلسلة جديدة.

## التصميم
الورقة النقدية ذات العشرين يورو هي ثالث أصغر ورقة نقدية باليورو، بحجم 133 مليمتر (5.2 بوصة) × 72 مليمتر (2.8 بوصة) باللون الأزرق. ويظهرُ في جميع الأوراق النقدية الجسور أو الأقواس أو المداخل بأسلوب أوروبي تاريخي مختلف، تُظهر العملة ذات العشرين يورو الحقبة القوطية (بين القرنين الثالث عشر والرابع عشر الميلاديين). لى الرغم من أنَ التصميمات الأصليَّة لروبرت كالينا كانت تهدف إلى إظهار آثار حقيقية، إلَّا أنَّه لأسباب سياسيَّة فإنَّ الجسر والفن مجرد أمثلة افتراضية للعصر المعماري.
مثل جميع الأوراق النقدية باليورو، فهي تحتوي على الفئة وعلم الاتحاد الأوروبي وتوقيع رئيس البنك المركزي الأوروبي والأحرف الأولى من البنك المذكور بلغات الاتحاد الأوروبي المختلفة، وتصوير مناطق الاتحاد الأوروبي في الخارج، والنجوم من علم الاتحاد الأوروبي وثلاثة عشر ميزة أمنية على النحو الوارد أدناه.
أصدر البنك المركزي الأوروبي لعبة في 5 فبراير 2015 لاكتشاف بعض ميزات الأمان الجديدة المضمنة في ورقة 20 يورو الجديدة. أهم إجراء جديد لمكافحة التزييف هو النافذة الشفافة، التي تحتوي على صورة ثلاثية الأبعاد تظهر صورة يوروبا والرقم 20. تم الكشف رسمياً عن تصميم سلسلة يوروبا من فئة 20 يورو في 24 فبراير 2015.

### التوقيعات

توقيع أول رئيس للبنك المركزي الأوروبي ، فيم دوسينبيرغ.
توقيع الرئيس الثاني للبنك المركزي الأوروبي جان كلود تريشيه.
وقيع الرئيس الثالث للبنك المركزي الأوروبي ماريو دراجي.
توقيع الرئيس الحالي للبنك المركزي الأوروبي ، كريستين لاغارد.

### ميزات الأمان (السلسلة الأولى)

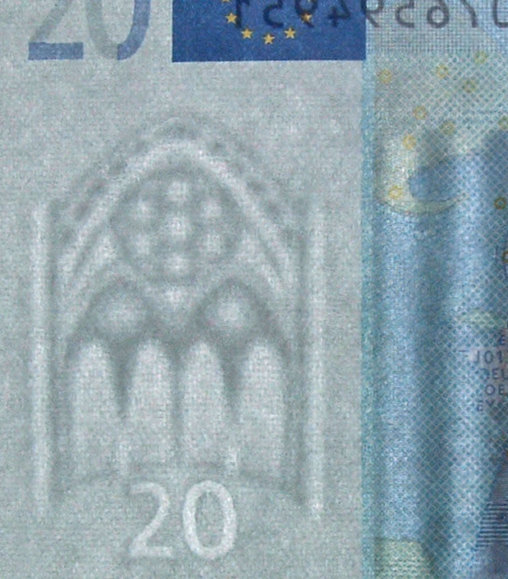
العلامة المائية على الورقة النقدية فئة 20 يورو

لا تُعتبر ميزات الأمان لفئة 20 يورو عالية مثل الفئات الأخرى، ومع ذلك فهي محمية من خلال:
- صورة ثلاثية الأبعاد،[28] بإمالة الورقة يُمكن ملاحظة صورة مجسمة تتغير بين القيمة ونافذة أو مدخل، ولكنَّ في الخلفية، يُلاحظ وجود دوائر متحدة المركز بلون قوس قزح من الأحرف الصغيرة تتحرك من المركز إلى الحواف.[29]
- «كوكبة يورو»[28] عمليات طباعة خاصَّة تمنح اليورو شعورًا فريدًا.
- شريط لامع،[28] يظهر معَ الإمالة شريط لامع وفيه رقم القيمة ورمز اليورو.
- العلامات المائية،[28] تظهر عندما تكون الورقة النقدية في مواجهة الضوء.
- «الطباعة المرتفعة»[28] أساليب الطباعة الخاصّة تجعل الحبر يبدو مرتفعًا أو أكثر سمكًا في الصورة الرئيسية، والحروف وأرقام القيمة على مقدمة الأوراق النقدية، لتشعر بالبصمة المُرتفعة مرر إصبعك عليها أو اخدشها برفق بأظافرك.[30]
- الحبر فوق البنفسجي،[28] تحت الضوء فوق البنفسجي تظهر الألياف المدمجة في الورق ملونة باللون الأحمر والأزرق والأخضر، ويظهرُ علم الاتِّحاد الأوروبيّ باللون الأخضر وله نجومٍ برتقالية، ويتحول توقيع رئيس البنك المركزي الأوروبيّ إلى اللون الأخضر، والنجوم الكبيرة والدوائر الصغيرة على التوهج الأمامي والخريطة الأوروبية، يظهر الجسر ورقم القيمة في الخلف باللون الأصفر.[31]
- الطباعة المصغرة،[28] في العديد من مناطق الأوراق النقدية، يمكنك رؤية الطباعة المصغرة، على سبيل المثال، داخل "ΕΥΡΩ" (EURO بالأحرف اليونانية) في المقدمة. وتحتاج إلى عدسة مكبرة لرؤيتها، وهو نصَّ صغير حاد وغير واضح.
- خيط أمان،[28] يضمن خيط الأمان في الأوراق النقدية، حيثُ يظهر الخيط على شكل شريط داكن مقابل الضور وداخله كلمة "EURO" والقيمة بأحرف صغيرة على الشريط.[32]
- ثقوب،[28] امسك الورقة النقدية مقابل الضوء. يجب أن ترى ثقوبًا في الصورة ثلاثية الأبعاد والتي ستشكل الرمز €. يجب أن تشاهد أيضًا أرقامًا صغيرة توضح القيمة.
- سطح غير لامع،[28] الورقة مصنوعة من القطن الخالص، الذي يبدو هشًا وصلبًا، ولكن ليس عرجًا أو شمعيًا.
- رموز شريطية.ا«لباركود.»[28]
- رقم تسلسلي.[28]

### ميزات الأمان (سلسلة يوروبا)
- العلامة المائية : تظهر صورة لأوروبا وطائفة كهربائيةٍ على كلًا الجانبين تحت ضوء عادي.[33][34]
- صورة الهولوغرام العمودي: عندما تكون الورقة مائلة يكشف الشريط الهولوغرافي الفضي اللون عن صورة يوروبا - نفس الصورة الموجُودة في العلامة المائية، ويُكشف الشريط أيضًا عن نافذة وقيمة الورقة النقدية.
- رقم زمردي : عندما تكون الورقة مائلة يعرضُ الرقم الموجود في الورقة تأثير الضوء الذي يتحرك لأعلى ولأسفل. ويتغير اللون من اللون الأخضر الزمردي إلى اللون الأزرق الغامق.
- طباعة مرتفعة: في مقدمة الورقة توجد سلسلة خطوط مرتفعة قصيرة على الحافتين اليمنى واليسرى، وتبدو أكثر سمكًا.
- أمان التصوير: عند وضع الورقة ضدَّ الضوء يُمكن رؤية رمز اليورو € وقيمة الورقة النقدية بحروف بيضاء صغيرة في الخيط.
- طباعة دقيقة : يُمكن قراءة أحرف صغيرة بِاستخدام عدسة مكبرة.
- الحبر فوق البنفسجي : تلمع بعض أجزاء الأوراق النقدية تحت ضوء الأشعة فوق البنفسجية، وفي الخلف يتوهج ربع دائرة في الوسط بِالإضافة إلى عدَّة مناطق أُخرى باللون الأخضر. ويظهرُ الرقم التسلسُليّ الأفقي والشريط باللون الأحمر.
- ضوء الأشعة تحت الحمراء : تحت ضوء الأشعة تحت الحمراء، يظهر رقم زمردي في الجانب الأيمن من الصورة الرئيسيَّة وفي الشريط الفضي على وجَّه الورقة النقدية.

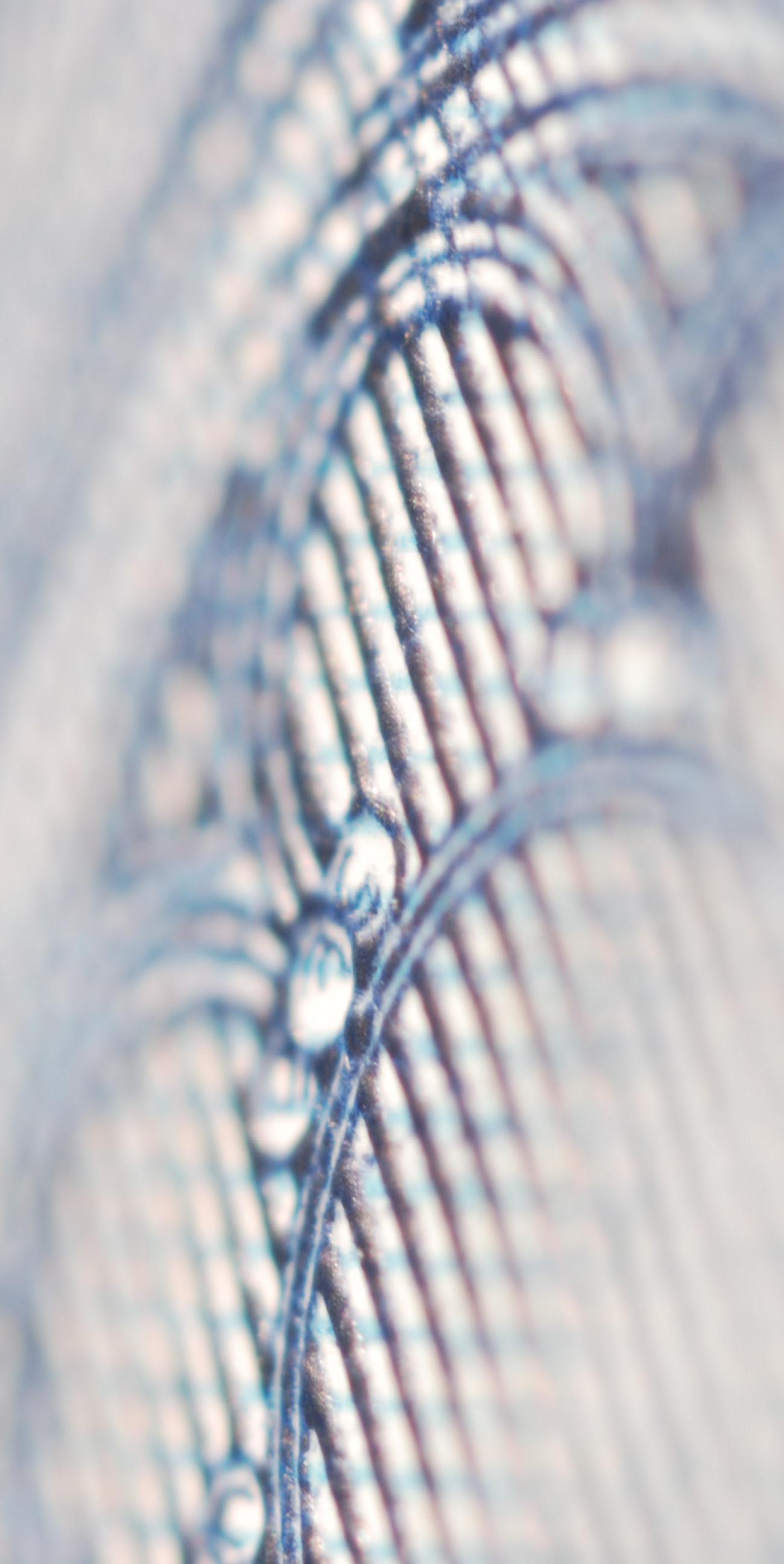
بروز في ورقة نقدية من فئة 20 يورو.

## إنتاج وتخزين الأوراق النقدية
في أبريل 2001، قرر البنك المركزي الأوروبي أنه بعد إدخال اليورو، سيكون إنتاج الأوراق النقدية باليورو لامركزيًا ومجمعًا. لذلك، منذ عام 2002، قدم كل بنك مركزي وطني لكل دولة عضو في منطقة اليورو جزءًا من إجمالي الإنتاج السنوي. ويتحمل البنك المركزي المعني تكاليف الإنتاج للحصة المشار إليها له.
في سبتمبر 2002، قرر البنك المركزي الأوروبي إنشاء مخزون استراتيجي من نظام اليورو (أي البنك المركزي الأوروبي (ECB) والبنوك المركزية السبعة عشر الوطنية (NCBs) في منطقة اليورو). يتم استخدامه في ظروف استثنائية، عندما تكون المخزونات داخل منطقة اليورو غير كافية للتعامل مع زيادة غير متوقعة في الطلب على الأوراق النقدية أو في حالة حدوث انقطاع غير متوقع في عرضها. تسمح المخزونات للبنوك المركزية الوطنية بإدارة التغيير في الطلب في أي وقت. من الممكن تلبية الطلب في ظل الظروف العادية بفضل المخزون اللوجستي. تتيح هذه الأسهم أيضًا إمكانية استبدال الأوراق النقدية غير الصالحة للتداول، للتعامل مع الزيادة غير المتوقعة في استخدامها، والاستجابة للتقلبات الموسمية في الطلب وتحسين تحويلها بين فروع البنك المركزي.

## التداول
يراقب البنك المركزي الأوروبي عن كثب تداول ومخزون عملات اليورو المعدنيّة والأوراق النقدية، ومن مهام نظام اليورو ضمان إمداد فعال وسلس لأوراق اليورو والحفاظ على سلامتها في جميع أنحاءِ منطقة اليورو.
في مايو 2019، كانَ هُناك 3,913,180,286 ورقة نقدية من «فئة 20 يورو» متداولة في جميع أنحاءِ منطقة اليورو. وتساوي 78,263,605,720 يورو.
اعتبارًا من 1 يناير 2021، كان هناك 4,498,520,808 ورقة نقدية من فئة 20 يورو متداولة في جميع أنحاء العالم، بقيمة إجمالية قدرها 89,970,416,160 يورو.
وهذا الرقم الصافي يمثل عدد الأوراق النقدية الصادرة عن البنوك المركزيَّة في نظام اليورو، دون التمييز سواءاً كانت متداولة في أيدي المُواطنين أو في الأسهم التي تحتفظ بها مؤسسات الائتمان.
إلى جانب تاريخ تقديم المجموعة الأولى إلى يناير 2002، يكون نشر الأرقام أكثر أهمية من خلال الحد الأقصى لعدد الأوراق النقدية التي يتم جمعها كل عام. الرقم أعلى في نهاية العام.
الأرقام كالتالي (3 نوفمبر 2017):
| التاريخ     | الأوراق النقدية | القيمة €       | التاريخ     | الأوراق النقدية | القيمة €       |
| ----------- | --------------- | -------------- | ----------- | --------------- | -------------- |
| ينانير 2002 | 1٬961٬761٬089   | 39٬235٬221٬780 | ديسمبر 2008 | 2٬617٬914٬839   | 52٬358٬296٬780 |
| ديسمبر 2002 | 1٬974٬764٬476   | 39٬495٬289٬520 | ديسمبر 2009 | 2٬690٬208٬898   | 53٬804٬177٬960 |
| ديسمبر 2003 | 2٬053٬751٬069   | 41٬075٬021٬380 | ديسمبر 2010 | 2٬751٬808٬438   | 55٬036٬168٬760 |
| ديسمبر 2004 | 2٬079٬431٬718   | 41٬588٬634٬360 | ديسمبر 2011 | 2٬853٬452٬345   | 57٬069٬046٬900 |
| ديسمبر 2005 | 2٬159٬677٬359   | 43٬193٬547٬180 | ديسمبر 2012 | 2٬988٬384٬283   | 59٬767٬685٬660 |
| ديسمبر 2006 | 2٬336٬568٬793   | 46٬731٬375٬860 | ديسمبر 2013 | 3٬088٬833٬405   | 61٬776٬668٬100 |
| ديسمبر 2007 | 2٬467٬676٬850   | 49٬353٬537٬000 | ديسمبر 2014 | 3٬233٬284٬025   | 64٬665٬680٬500 |

في نوفمبر 2015، أُصدرت سلسلة جديدة من «يوروبا».
صدرت السلسلة الأولى من الأوراق النقدية بالتزامن مع تلك الخاصة ببضعة أسابيع في سلسلة «أوروبا» حتى نفاد المخزون الحالي، ثم تم سحبها تدريجياً من التداول. وهكذا فإن كلا السلسلتين تسير بالتوازي ولكن النسبة تميل حتمًا إلى انخفاض حاد في السلسلة الأولى.
| التاريخ     | الأوراق النقدية | القيمة €       | السلسلة "1" المتبقية | القيمة €       | النسبة |
| ----------- | --------------- | -------------- | -------------------- | -------------- | ------ |
| ديسمبر 2015 | 3٬439٬563٬088   | 68٬791٬261٬760 | 2٬814٬523٬557        | 56٬290٬471٬140 | 81,8%  |
| ديسمبر 2016 | 3٬590٬492٬061   | 71٬809٬841٬220 | 1٬336٬184٬040        | 26٬723٬680٬800 | 37,2%  |
| ديسمبر 2017 | 3٬829٬512٬086   | 76٬590٬241٬720 | 943٬462٬935          | 18٬869٬258٬700 | 24.6%  |
| ديسمبر 2018 | 4٬020٬474٬877   | 80٬409٬497٬540 | 744٬039٬941          | 14٬880٬798٬820 | 18.5%  |
| ديسمبر 2019 | 4٬190٬497٬224   | 83٬809٬944٬480 | 624٬415٬397          | 12٬488٬307٬940 | 14.9%  |
| أكتوبر 2020 | 4٬300٬964٬683   | 86٬019٬293٬660 | 571٬282٬844          | 11٬425٬656٬880 | 13.3%  |

أحدث الأرقام التي قدمها البنك المركزي الأوروبي هي كالتالي:
| التاريخ     | الأوراق النقدية | القيمة €       | السلسلة "1" المتبقية | القيمة €       | النسبة |
| ----------- | --------------- | -------------- | -------------------- | -------------- | ------ |
| ديسمبر 2020 | 4٬498٬520٬808   | 89٬970٬416٬160 | 560٬639٬492          | 11٬212٬789٬840 | 12,5 % |

## المعلومات القانونية
من الناحية القانونية، يحق لكل من البنك المركزي الأوروبي والبنوك المركزيَّة في دول منطقة اليورو إصدار 7 عملات ورقية مختلفة من اليورو، ومن الناحية العملية تقوم البنوك المركزيَّة الوطنيَّة في المنطقة فقط بإصدار وسحب الأوراق النقدية باليورو، ولا يوجد لدى البنك المركزي الأوروبيّ مكتب نقدي ولا يشارك في أي عمليات نقدية.

## التعقب
هُناك العديد من المُجْتَمَعَات على المستوى الأوروبي، معظمها من موقع «إيرو بيل تراكر» (بالإنجليزية: EuroBillTracker)‏، تتعقب الأوراق النقدية لليورو التي تمر بين أيديها، لتعرف من أين جائت وإلى أين ذهبت، والهدف من ذلك هو تسجيل أكبر عدد ممكن من المُلاحظات لمعرفة التفاصيل حول انتشارها، وقد سجل إيرو بيل تراكر أكثر من 155 مليون ورقة اعتبارًا من مايو 2016، بقيمة تزيد عن 2.897 مليار يورو.

## التزوير
بالنسبة للبنك المركزي الأوروبي، من الصعب جدًا تزوير الأوراق النقدية باليورو بسبب العدد الكبير من علامات الأمان. ومع ذلك، فإن جودة الألواح الخارجة من المصانع السرية آخذة في الازدياد والتقنيات الجديدة تجعل من السهل إنتاج الأوراق النقدية المزيفة ذات الجودة العالية. الأوراق النقدية فئة 20 يورو هي أكثر الأوراق النقدية المزيفة باليورو: فقد مثلت 47.5٪ من الأوراق النقدية المقلدة باليورو في النصف الثاني من عام 2011، أو ما يعادل 147,250 ورقة نقدية مزيفة بقيمة 20 يورو. وفقًا للخبير القانوني جيل دوتيل، فإن هذه التقديرات غير واقعية و «من الصعب جدًا تحديد رقم معتبر حقًا». يوصي البنك المركزي الأوروبي والبنوك المركزية الوطنية بتوخي اليقظة والتعرف على الأوراق النقدية المزيفة بالطريقة البسيطة "Touch-Look-Tilt".
لمحاربة هذا التزييف، يستخدم البنك المركزي الأوروبي تقنيات طباعة متطورة ويستخدم عددًا من علامات الأمان، وهي علامات كافية لردع المزورين. لدى البنك المركزي الأوروبي مركز لتحليل التزوير يتعاون بشكل وثيق مع يوروبول. يقوم هذا المركز بتحليل الأوراق النقدية المزيفة التي استعادتها الشرطة من أجل منع عمليات التزوير المستقبلية بشكل أفضل. لدى البنك المركزي الأوروبي أيضًا مجموعة البنك المركزي لردع التزوير (CBCDG). تتمثل مهمة هذه المجموعة في ردع التزوير الرقمي، ومن خلال منع إنتاج الأوراق النقدية المزيفة، والحد من الأضرار التي تلحق بالأفراد والشركات التي قد تتلقى أوراقًا نقدية مزيفة. تستخدم هذه المجموعة الرادعة تقنيات تمنع اقتناء أو إعادة إنتاج صورة الأوراق النقدية المحمية من خلال أجهزة الكمبيوتر الشخصية أو أدوات التصوير الرقمي. تهدف المجموعة أيضًا إلى منع الاستنساخ غير المصرح به للأوراق النقدية.
من وقت لآخر، يقوم هذا اللواء بتفكيك المصانع المقلدة، كما هو الحال في فرنسا، ففي 13 يونيو 2012 في سين ومارن. أنتج هذا المصنع سندات مزيفة بقيمة 20 و 50 يورو ذات جودة من المتوسطة إلى الجيدة. وعلى الفور، استعادت الشرطة أكثر من 9 ملايين يورو مكونة من 350 ألف ورقة نقد مزيفة من فئة 20 و 50 يورو، وكان هذا أكبر مصنع للتزوير في فرنسا والثاني في أوروبا.

## التأثير على البيئة
في عام 2003، نفذ البنك المركزي الأوروبي تقييم دورة الحياة (LCA) لجميع الأوراق النقدية المنتجة. تقيّم هذه الدراسة، التي أجريت وفقًا لمعيار ISO 14000، التأثير البيئي لإنتاج الأوراق النقدية وتخزينها واستخدامها ومعالجة نهاية عمرها الافتراضي. كل إنتاج عام 2003 (3 مليار قطعة، جميع القيم مجتمعة) له نفس التأثير البيئي لرحلة 370 مليون كيلومتر بالسيارة، أي كيلومتر واحد في السنة ولكل ساكن في الاتحاد الأوروبي.
الأوراق النقدية باليورو آمنة للاستخدام: تؤكد الاختبارات المستقلة أن الأوراق النقدية باليورو تفي بجميع المعايير التي يفرضها الاتحاد الأوروبي، بما في ذلك المعايير الخاصة بالمواد الكيميائية المستخدمة، والتي يكون تركيزها أقل من عتبات الضرر.